# Lobophyllia robusta
Lobophyllia robusta là một loài san hô trong họ Mussidae. Loài này được Yabe & Sugiyama mô tả khoa học năm 1936.